# Université Spiru-Haret
L'université Spiru-Haret est l'une des universités privées qui se sont multipliées à Bucarest, en Roumanie, depuis 1990 (et dont quelques-unes ont disparu depuis) ; elle a été créée en 1991 par le président de la Fondation La Roumanie de demain, Aurelian Gh. Bondrea, pour assurer les activités d’enseignement de la fondation. L’université affirme dans son argumentation publicitaire, avoir pris modèle sur l'université Harvard. Elle porte le nom d'un scientifique et réformateur de l’enseignement roumain Spiru Haret, un homologue d'Émile Combes, qui a vécu avant la Première Guerre mondiale.
Après neuf ans de fonctionnement et de délivrance de diplômes non reconnus par le ministère de l'Éducation, mais utiles pour trouver des emplois, l’université fut accréditée par le Conseil national pour l'évaluation académique et l'accréditation des institutions d'enseignement supérieur le 14 février 2000. La fondation de l’université fut confirmée rétroactivement par la Loi n° 443 de 5 juillet 2002 actuellement en application.
Selon le site de l’université, en juillet 2010, elle gérerait pas moins de 30 facultés, avec 49 spécialités et 64 programmes de master et elle serait la plus grande université de Roumanie selon le journal Financiarul. En 2009 elle a affirmé avoir formé 311 928 étudiants et ce journal la décrivait alors comme la plus grande université du monde. Ce serait, en tout cas, la deuxième université privée du monde, après l'université islamique Azad (avec 1,3 million d’étudiants).
Le pape Jean-Paul II et l'ancien président roumain Ion Iliescu ont tous deux reçu le titre docteur honoris causa de cette université.
En 2011, l’université Spiru-Haret a été officiellement évaluée comme « université basée sur l’éducation », la troisième et dernière catégorie des universités roumaines en tant que qualité de l’éducation.

## Critiques et imbroglio juridico-politique
Les événements décrits dans cet article (et d'autres similaires, concernant d'autres universités privées) posent la question de la privatisation de l'enseignement supérieur avec deux points de vue opposés :
- le premier, celui des promoteurs de ces établissements, affirme vouloir créer des « pôles d'excellence » sur le modèle sur l'université Harvard[3] et être victimes de « lourdeurs bureaucratiques » et d'« acharnement judiciaire » ;
- le second, celui de leurs détracteurs, y voit des « usines à gaz pseudo-universitaires » destinées uniquement à enrichir leurs actionnaires et promoteurs, au détriment de la qualité de l'enseignement supérieur, de l'égalité d'accès aux études, et au mépris de la loi[7].

En voici les détails.
La commission de validation des diplômes dépendant du ministère de l'Éducation a remis en cause l'accréditation de l'université Spiru-Haret cours de l'été 2009 : le ministère de l'Éducation a décidé de ne plus admettre les diplômés de cet établissement à l'examen de titularisation. L'université s'est déjà vu supprimer un certain nombre des accréditations qui lui avaient été accordées par le Conseil National d'Évaluation Académique et Accréditation. Par ailleurs, la ministre roumaine de l'Éducation, Ecaterina Andronescu, face au nombre très élevé de licences à valider et aux doutes sur les conditions d'obtention, a menacé l’université d'une enquête du procureur de la république durant ce même été 2009,.
Plusieurs journaux roumains (Adevărul, Cotidianul, Ziarul Financiar, Ziarul de Iași, Ziua de Vest, Financiarul...) considèrent que l'université Spiru-Haret est « une fabrique de diplômes nuls »,,,,,. Ce point de vue a été repris par le journal allemand Der Standard et par le journal suisse Die Neue Zürcher Zeitung. Le consulat d'Allemagne en Roumanie (Timișoara) a fait part de ses doutes sur la légalité de cette université dans sa revue de presse,. Le Monde a également confirmé les informations des journaux roumains mentionnés. Plusieurs sources anglophones (par exemple le journal roumain Evenimentul Zilei et „Radio Romania International“) ont publié le même point de vue,,,.
Selon un article d'„IPSnews“, l'université Spiru-Haret, sur son site, prétend être en processus d'accréditation auprès de l'Association des universités européennes (EUA), et non concernée par les processus d'accréditation de l'agence publique roumaine ARACIS. Toutefois, un message de l'EUA stipule qu'elle ne délivre pas d'accréditation et que « nos évaluations ne s'inscrivent pas dans un parcours ni dans un but d'accréditation », ce point de vue est confirmé par un rapport de l'IEP : « le programme n'est lié ni à l'allocation d'un financement ni à une fonction de contrôle au nom des autorités publiques » . Par conséquent l'université Spiru-Haret s'est vue interdire de faire passer des examens de licence pour une période de trois ans. Durant ces années, l'université a été placée sous le contrôle du ministère roumain de l'Éducation,. Selon la Décision du gouvernement no 749/2009. La Cour d'appel de Bucarest, la huitième Section pour Différends Administratifs et Fiscaux, dans le verdict du droit civil no 3326, a exempté l'université Spiru-Haret, à sa demande, de l'application de la décision du gouvernement no 676/2007 concernant les domaines d'études en licence, les structures des institutions d'enseignement supérieur et l'organisation de leurs domaines d'études. Plus encore, les ajouts suivants et la décision du gouvernement no 635/2008 accréditent ou autorisent provisoirement les structures d'enseignement supérieur et les licences de spécialité qu'elles délivrent : ainsi, l'université Spiru-Haret a été dispensée du processus d'accréditation et d'autorisation normalement exigé par la loi. Les étudiants enregistrés dans les facultés accréditées/autorisées de Spiru-Haret peuvent encore suivre leurs études, mais ils doivent passer l'examen (final) du diplôme dans des universités (facultés) qui ne sont pas interdites.
Le ministère roumain de l'Éducation intenta un procès contre ces demandes de l'université Spiru-Haret concernant les Décisions du Gouvernement no 676/2007 et no 635/2008. Par décision de la Haute Cour de Cassation et de Justice du 30 octobre 2009,, le ministère gagna partiellement ce procès : les programmes d'études de l'université déjà accrédités/autorisés le restent, mais toutes les autres demandes de l'université Spiru-Haret, pour obtenir davantage d'accréditations, sont refusées : son droit constitutionnel à l'autonomie universitaire ne peut être exercé que dans la mesure où elle est en conformité avec la loi. Le directeur de la Direction juridique et de contrôle du ministère roumain de l'Éducation, M. Gabriel Ispas, a dit : « vu que nous avons gagné ce procès, nous ne pouvons pas perdre les procès suivants ».
La Décision du Gouvernement no 749/2009 ayant été remise en question par la Décision du Gouvernement no 943/2009,. Au 10 novembre 2009, la cour d'appel de Bucarest a enregistré le certifié de greffe dans le Dossier no 7174/2/2009, suspendant l'application des décisions du gouvernement no 749/2009 et no 943/2009, à la demande de l'université Spiru-Haret, jusqu'au moment où le cas serait jugé,, l'université a demandé des dommages et intérêts au gouvernement et ainsi que personnellement aux fonctionnaires qui ont rédigé la Décision du Gouvernement no 749/2009. Dans ce procès, la différence significative, concernant ce procès et le procès passé à la Haute Cour, est que le gouvernement n'a pas mentionné l'université Spiru-Haret dans la Décision du Gouvernement no 749/2009, pensant que l'université ne voulait pas y être mentionnée (en conformité avec le verdict de la cour d'appel de Bucarest , qui a été annulé lorsque la Décision du Gouvernement no 749/2009 a été publiée, et il a mentionné de nouveau l'université dans la décision du gouvernement no 943/2009, quand il a reconsidéré la Décision du Gouvernement no 749/2009, à la demande de l'université, qui a gagné un procès en cet égard,. Ces décisions du gouvernement sont les listes officieuses de tous les programmes d'études roumains accrédités/autorisés pendant une année. Aucun autre programme d'études ne peut offrir un diplôme de licence et aucun autre programme d'études ne compte en tant qu'études supérieures (selon la loi).
Le verdict de la cour d'appel de Bucarest sur les Décisions du gouvernement no 49/2009 et no 943/2009 a été prononcé le 29 juin 2010. Le verdict de la cour d'appel de Bucarest rejette l'action de l’université parce que cette action n'a pas de fondement et admet la demande d'intervention du ministère de l’Éducation. Même si ce ministère ne pouvait pas connaître par avance le verdict de la cour d'appel de Bucarest, la Haute Cour de cassation et justice avait déjà enregistré le recours du ministère roumain de l'Éducation dans ce dossier. Même si le ministère n'a pas complètement perdu le procès il a fait recours, et l’université a eu l'occasion de demander l'annulation du verdict de la cour d'appel de Bucarest via la Haute Cour de cassation et justice. Le ministère de l’Éducation a vaincu dans ce procès, la décision no 5565/14.12.2010 de la Haute Cour a rejeté la demande de suspendre l’exécution de la décision administrative qui a été contestée par l’université.
Aussi, cette université a intenté un procès de contentieux administratif contre l'Agence roumaine pour l'assurance de la qualité de l'enseignement supérieur (ARACIS), le verdict a été prononcé le 1er juillet 2010. Le verdict rejette l'action de l’université parce que cette action n'a pas de fondement ; un recours est possible. L'université croit que l'Ordonnance du Gouvernement no 10/2009 est inconstitutionnelle et la cour d'appel de Bucarest a suspendu le jugement dans ce procès jusqu'à ce que la Cour constitutionnelle se prononce sur la prétendue exception d'inconstitutionnalité. Au 16 décembre 2010 la Cour Constitutionnel a rejeté l'exception d'inconstitutionnalité plaidée par l’université. Mais, l'Ordonnance du Gouvernement no 10/2009 fut abrogée par la Loi no 1/2011,. Au 17 mai 2011, la cour d'appel de Bucarest a rejeté l'action de l’université en tant qu'inadmissible; le recours est possible.
Le 17 juin 2010, le ministre Daniel Funeriu a signé l'ordre no 4235/2010, publié dans le Monitorul Oficial no 421 du 23 juin 2010. Cet ordre concerne l'approbation de la méthodologie de supervision particulière de l’université Spiru-Haret de Bucarest , supervision applicable trois années depuis que l'Ordonnance du Gouvernement no 10/2009 est entrée en force. L'ordre prévoit que pour la complétion des études les commissions des examens de l’université comprennent des professeurs ou lecteurs d'autres universités, qui sont les représentants du ministère de l’Éducation dans ce cas. Les commissions comprennent au moins un représentant du ministère et les représentants du ministère forment 50 % des membres de chaque commission.
“Les dossiers des candidats des 63 diplômés de l’université Spiru-Haret ont été rejetés par l’Inspection Écolier Prahova” écrit Raul Florea dans le journal Gândul. Le ministre Daniel Funeriu a annoncé que l'université sera suivie de près pendant dix années, et les diplômés qui ont reçu des diplômes frauduleux vont devoir repasser l'examen,.
Un nouveau scandale : l’université a changé le nom de son enseignement à distance pour les « centres technologiques d'accès à la plateforme d’examens e-learning », et ce dans le but de cacher le fait qu'elle ne peut pas offrir d'enseignement à distance autorisé/accrédité.
L’université a annoncé que les diplômés de 2008 et 2009 des programmes d’études sans autorisation et sans accréditation doivent à nouveau passer l'examen du diplôme en septembre 2010, dans la même université,,. M. Gabriel Ispas a déclaré, au nom du ministère de l’Éducation, que ça ne voulait pas dire que leurs diplômes seront légalement reconnus,. Le ministre a déclaré qu'une session d'examens de licence sera organisée en septembre afin que les étudiants passent leurs examens, conformément à l'Ordonnance du Gouvernement no 10/2009 et aux normes de suivi particulières de l'université Spiru-Haret. Il n'y a pas de réglementation légale permettant le re-licenciement d’étudiants qui ont déjà passé leur examen de licence, l’Ordonnance du Gouvernement no 10/2009 fait référence seulement aux étudiants de cette université, elle ne fait pas référence aux diplômés de celui-ci. Selon l'Adresse du ministère de l’Éducation no 13265 de 6 août 2010, la loi no 84/1995, fait la différence entre les mots « absolvent » et « absolvent avec diplôme », l'adresse du ministère fait seulement référence aux « absolvents ». Cette adresse présente les conditions permettant l'organisation légale d'une session d'examens pour « absolvents ». Cette session d'examens a été retardée sine die, parce que l'université Spiru-Haret n'a pas accepté les conditions du Ministère de l’Éducation dans le but d'organiser ces examens.
Une diplômée de cette université a obtenu le droit d'avoir le bénéfice de son diplôme par la décision irrévocable de la Haute Cour de cassation et justice,. On remarque que la Haute Cour n'a pas reconnu le diplôme, mais seulement le fait que ce diplôme ne soit pas annulé par un juge, et ce jusqu’à l'annulation Mme/Mlle Din a le bénéfice de la présomption de légalité de son diplôme. L'annulation de son diplôme reste toujours possible, mais elle demande un autre procès.
Selon le journal Adevărul, plusieurs groupes des diplômés de l’université Spiru-Haret se sont organisés afin d'intenter un procès contre le ministère de l’Éducation. Le conseiller personnel du ministre de l’Éducation, Tudorel Urian, a dit « Nous leur souhaitons du succès, mais c'est le problème de ceux qui ont fait organiser un tel examen, c'est-à-dire l’université ».
Selon l'article 120 de la loi sur l’éducation, rentrée en force en 2011, offrir des diplômes pour programmes d’études d’enseignement supérieur qui ne sont pas accréditées ou autorisées temporairement (par ARACIS) est une infraction de falsification matérielle de documents officiels, punie par la loi pénale,. Heureusement, la loi prévoit seulement pour le futur.
Le ministre Daniel Funeriu a déclaré que l’université Spiru-Haret devient illégale. « La nouvelle loi prévoit très explicitement que c'est ce qui se passe dans telles situations : l'institution d’enseignement supérieur qui a des programmes d’études sans accréditation devient illégale et il entre dans liquidation » a dit Funeriu pour Bună Ziua Iași; il a montré que c'est applicable pour chaque université qui offre des études sans accréditation, donc pas seulement pour l’université Spiru-Haret. Le 10 février 2011 doivent être déjà arrêtées toutes les spécialisations et programmes des études qui ne sont ni accréditées, ni autorisées temporairement, selon Art. 361 alin. 4 de la Loi de l’Éducation nationale. Continuer ces programmes produit la liquidation de l’université et la responsabilisation pénale pour les coupables.
Une diplômée de l’université Spiru-Haret a gagné un procès contre le ministère de l'Éducation et l'Inspection régionale des écoles à la Cour de Buzău. Cette décision n'est pas définitive, le ministère et/ou l'Inspectorat peuvent encore déposer un recours.
„Ziare.com“ annonce que quelques étudiants qui ont fini leurs études dans l’année 2009 dans cette université vont enfin recevoir leur diplôme (mais pas tous, seulement ceux qui ont suivi des études et des formes de participation aux études autorisées/accréditées).
Par la décision no 666 de 19 août 2010, le Conseil supérieur de la magistrature a relevé le fait qu’un diplômé de l’université Spiru-Haret qui a passé l'examen de licence en loi en février 2010 au cette université n'a pas la qualité légale d’avoir une licence en loi, cas prévu l'article 14 alin. 2 lettre b) de la loi no 303/2004, et en tant que tel il ne peut par être admis au l'Institut national de la magistrature.
Selon le journal Gândul, la situation des étudiants qui ont été diplômés d'études sans accréditation et sans autorisation, sera décidée en septembre, selon le projet d'ARACIS et par consultation du Conseil national du recteurs. Funeriu a reconnu que c'est le cas de plusieurs universités et que son ministère n'a pas le droit d'annuler des diplômes. Dans décembre 2011 le ministre a déclaré que le ministère prépare un modèle pour résoudre le problème des diplômés des études sans accréditation et sans autorisation, mais qu'il faut attendre à cette fin l'avis du CNR. Le ministre espère que ce règlement va entrer en vigueur dans un avenir prochain.

### Solution de 2015
L’Ordonnance du Gouvernement no. 42/2015 à l’égard du droit des étudiants de bénéficier des études reconnues aux fins des études sans autorisation et pour punir les institutions d’éducation qui enseignent sans autorisation prévoit la reconnaissance par l’État des études sans autorisation aux institutions d'enseignement accréditées, si elles sont antérieures à l’année d’études 2011-2012. Ces diplômes peuvent être annulés par les cours de justice ou par l'institution qui les avait accordés, selon la loi.